# 침낭

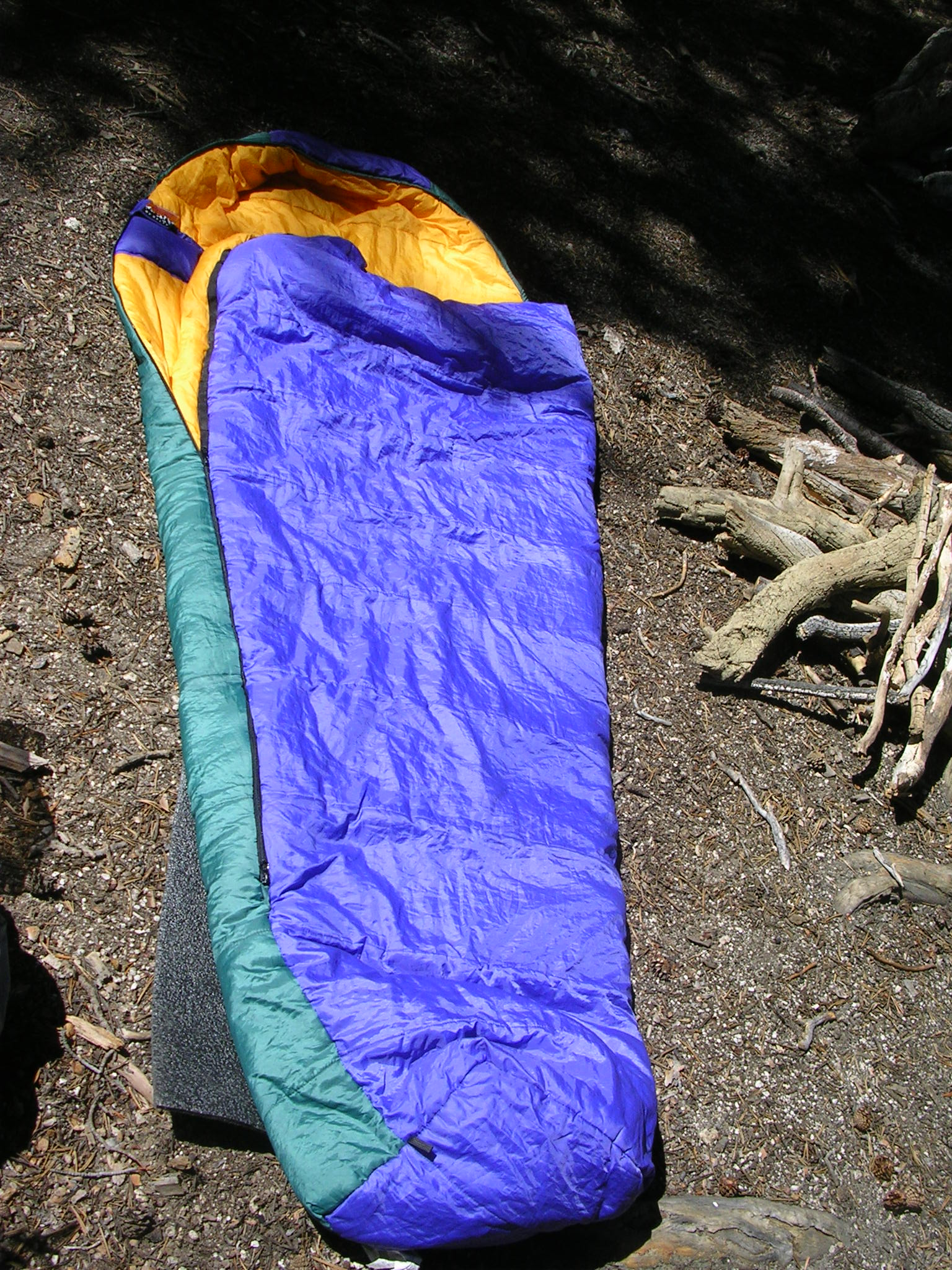
침낭

침낭(寢囊)은 주로 야영할 때 사용되는 휴대용 침구이다.

## 역사
1876년 Pryce Pryce-Jones가 특허를 낸 Euklisia Rug(좋은/εὖ 잠자리/κλισία를 뜻하는 그리스어 낱말에서 기원)가 현대의 침낭의 최초의 선구자로 간주된다.

## 개요
사람이 들어 갈 수 있는 주머니 모양을 하고 있다. 폴리에스테르면으로 만들어진 것이 많지만, 소형 경량화 · 고성능화를 위해 깃털을 사용한 것도 있다.

## 온도 등급
유럽에서 EN 13537 표준은 침낭이 사용될 수 있는 온도를 규정하고 있다. 가열된 마네킹에 의존한 테스트는 4가지 온도를 제공한다:
- 상한(upper limit): '표준'(일반) 성인 남성이 과도하게 땀을 흘리는 일 없이 편안한 밤잠을 보낼 수 있는 최고 온도
- 편안한 등급(comfort rating): '표준'(일반) 성인 여성이 편안한 밤잠을 보내는 온도
- 하한(lower limit): 표준 성인 남성이 편안한 밤잠을 보낼 수 있는 최저 온도
- 극심한 등급(extreme rating): '표준'(일반) 성인 남성의 생존만을 위한 등급.

수분(외부로나 땀으로부터)은 침낭의 단열 효과를 심각하게 떨어트리는 것으로 입증되었다.

## 유아용 침낭
유아용 침낭의 안전과 관련한 영국 표준에 사용되는 정의에 따르면 최소 몸무게 4 킬로그램의 유아용 침낭은 유아가 아기 침대나 유사 제품에서 수면을 취할 때 추가 침구류의 필요성을 없애기 위해 충분한 온기를 제공하도록 설계되어야 한다고 명시되어 있다.

## 같이 보기
- 겹쳐입기
- 텐트